# Kilmainhamwood
Kilmainhamwood, ou simplement Killmainham (en irlandais, Cill Mhaighneann) est un village et un townland au nord du comté de Meath, en Irlande.

## Géographie ,
Le village s'est construit sur la rivière Dee et se trouve au nord du lac de Whitewood (Whitewood Lake). Il n'est desservi que par des routes secondaires.
Les paroisses civiles limitrophes sont Kingscourt au nord, Drumconrath à l'est, Nobber au sud-est, Moynalty au sud et Bailieborough à l'ouest.

## Services locaux
Le village dispose d'une école primaire et d'une église à proximité du centre du village.

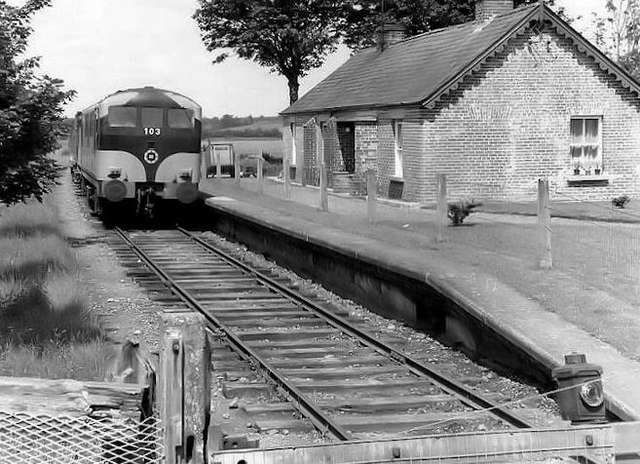
Train passant devant la gare fermée, photo de 1975.

La gare située sur l'ancienne ligne Dublin-Kingscourt se trouvait à l'est du village mais a fermé aux passagers en 1947.

## Sports
Le Kilmainhamwood GFC gère le  football gaélique local . Le club a gagné le championnat senior (Meath Senior Football Championship) en 1996, il évolue dorénavant dans le Junior A Football Championship, remporté à trois reprises : en 1965, 1982 et 1994.

## Personnalités
- Colm Gilcreest, ancien professionnel de snooker est originaire de Cormeen, Kilmainhamwood.